# Herman Herbers
Herman Herbers (Groenlo, 1540 of 1544 - Gouda, 23 februari 1607) was een Nederlandse predikant en theoloog.

## Leven en werk
Herbers werd in 1540 of in 1544 in Groenlo geboren als zoon van rooms-katholieke ouders. Hij kreeg zijn opvoeding in een klooster. Hij trad toe tot het klooster Mariengarden van de orde van de cisterciënzers in Gross-Burlo, nabij Winterswijk. In 1566 werd hij benoemd tot plaatsvervanger van de aan de pest overleden pastoor van Winterswijk. Herbers ontwikkelde sympathie voor het gedachtegoed van Erasmus en voor het protestantisme. Hij vestigde zich in Bocholt, waar een protestantsvriendelijk klimaat heerste. Herbers trouwde met Ermken Dircks Raesveltsdr. Hij werd in 1569 als prediker van de nieuwe leer aangesteld, maar in 1570 door de bisschop van Münster en Osnabrück afgezet. Ondanks de steun die Herbers kreeg van het stadsbestuur en van de bevolking werd hij verbannen uit het bisdom. Herbers vestigde zich vervolgens als luthers predikant in Wezel waar hij een geloofsbelijdenis schreef. In 1577 aanvaardde hij een beroep naar de Gereformeerde Kerk te Dordrecht. Al tijdens zijn predikantschap van Dordrecht werd hij uitgeleend aan andere steden waaronder Antwerpen, Gouda en Mechelen. Gaandeweg ontwikkelde Herbers zich tot een ruimdenkend predikant, die begrip opbracht voor andersdenkenden. Dit bracht hem in conflict met zowel de plaatselijke autoriteiten in Dordrecht als met de kerkenraad. Hij werd door het stadsbestuur van Dordrecht in 1582 als predikant ontslagen. Hij kreeg tevens geen attestatie verleend naar zijn nieuwe gemeente Gouda. Ondanks dit gebrek aan medewerking door de Dordtse autoriteiten werd hij in Gouda met open armen ontvangen door het Goudse stadsbestuur en de kerkenraad aldaar. Herbers zou gedurende een periode van 25 jaar predikant van Gouda zijn. Hem werd de gelegenheid geboden om zijn non-conformistische opvattingen in praktijk te brengen. Ondanks de bezwaren van de zijde van de kerkelijke autoriteiten weigerde Herbers de catechismus te onderwijzen. Vanwege zijn ondogmatische opvattingen werd Herbers van 1591 tot 1593 als predikant door de synode geschorst, maar desondanks door de Goudse autoriteiten als predikant van de Sint-Janskerk gehandhaafd. De religieuze opvattingen van Herbers vonden in Gouda navolging onder meer in het werk van zijn zoon de predikant Dirck Herbers en de predikanten Harboldus Tombergen en Eduard Poppius. Zij waren volgelingen van Jacobus Arminius en in 1610 mede-ondertekenaars van de Remonstrantie. Herbers en zijn zoon Dirck worden ook gezien als de (mede)auteurs van "Korte onderwijsinghe der kinderen in de christelijcke religie" de zogenaamde "Goudsche Catechismus", een leerboekje voor de jeugd. Herbers wordt beschouwd als één der voorlopers van de remonstranten. Zijn geschriften getuigen echter van een mystieke of bevindelijke geloofservaring. Hij overleed in februari 1607 op 66-jarige leeftijd te Gouda.

## Verkorte bibliografie
- Anoniem, Korte onderwijsinghe der kinderen in de christelijcke religie, uitg. J. Migoen, Gouda, 1607
- Teghen-bericht, gestelt tegens een seecker boecxken geintituleert, Cort ende waerachtich verhael etc., welcks wt den naeme van den Zuyt-Hollandischen Synodo onlangs teghen hem wtghegheven is: alles tot een vry oordeel van alle godmeynende, uitg. D. Mullem, Rotterdam, 1592
- Antwoort op verscheyden obiectien ofte tegenworpingen betreffende den artyckel van die eewige predestinatie, ofte voorschickinghe Gods, waer mede bewesen wart, dat niemant door Gods voorordeninghe tot desselvighen haet ofte tot den doot ende verdoemenisse comt, maer alleene door zijn selfs boosheyt ofte sonde, uitg. D. Mullem, Rotterdam, 1592
- Naerder verklaringhe over XXXII. articulen, welcke Caspar Zwerinckhuysen ... wt die ghedruckte schriften desselvighen Hermanni getrocken, ende in een missive aen ettelicke Vlaemsche mannen (woonachtich binnen der Goude) overgheschreven heeft, [uitg. Dirck Mullem, Rotterdam], 1592
- Bekentenisse des gheloofs, uitg. Jan Zas Hoensz, Gouda, 1591
- Vande eeuwige predestinatie ofte voor-schickinge Godes, circa 1590
- Een corte ende grondige verclaringe vanden Anti-christ, uitg. Dierick Mullem, Vianen, 1584
- Corte verclaringhe over die woorden Pauli, geschreven tot den Romeynen cap. 2, vers 28, uitg. Dierick Mullem, Vianen, 1584